# Pascal Rambeau
Pascal Rambeau (Vitry-sur-Seine, 14 de abril de 1972) es un deportista francés que compitió en vela en la clase Star. 
Participó en tres Juegos Olímpicos de Verano, entre los años 2000 y 2008, obteniendo una medalla de bronce en Atenas 2004, en la clase Star (junto con Xavier Rohart), y el sexto lugar en Pekín 2008.
Ganó cuatro medallas en el Campeonato Mundial de Star entre los años 2003 y 2007, y dos medallas en el Campeonato Europeo de Star, plata en 2004 y bronce en 2005.

## Palmarés internacional
| \| Juegos Olímpicos \| Juegos Olímpicos \| Juegos Olímpicos \| Juegos Olímpicos \| \| Año \| Lugar \| Medalla \| Clase \| \| ------------------ \| ------------------------------ \| ----------------- \| ---------------- \| \| 2004 \| Atenas (Grecia) \| Medalla de bronce \| Star \| \| Campeonato Mundial \| \| \| \| \| Año \| Lugar \| Medalla \| Clase \| \| 2003 \| Cádiz (España) \| Medalla de oro \| Star \| \| 2005 \| Olivos (Argentina) \| Medalla de oro \| Star \| \| 2006 \| San Francisco (Estados Unidos) \| Medalla de bronce \| Star \| \| 2007 \| Cascaes (Portugal) \| Medalla de plata \| Star \| \| Campeonato Europeo \| \| \| \| \| Año \| Lugar \| Medalla \| Clase \| \| 2004 \| La Escala (España) \| Medalla de plata \| Star \| \| 2005 \| Varberg (Suecia) \| Medalla de bronce \| Star \| |                                |                   |       |
| Juegos Olímpicos |                                |                   |       |
| Año | Lugar                          | Medalla           | Clase |
| 2004 | Atenas (Grecia)                | Medalla de bronce | Star  |
| Campeonato Mundial |                                |                   |       |
| Año | Lugar                          | Medalla           | Clase |
| 2003 | Cádiz (España)                 | Medalla de oro    | Star  |
| 2005 | Olivos (Argentina)             | Medalla de oro    | Star  |
| 2006 | San Francisco (Estados Unidos) | Medalla de bronce | Star  |
| 2007 | Cascaes (Portugal)             | Medalla de plata  | Star  |
| Campeonato Europeo |                                |                   |       |
| Año | Lugar                          | Medalla           | Clase |
| 2004 | La Escala (España)             | Medalla de plata  | Star  |
| 2005 | Varberg (Suecia)               | Medalla de bronce | Star  |